# Guy Toindouba
Guy Roger Toindouba (Garoua, 14 aprile 1988) è un calciatore camerunese, centrocampista del Najran.

## Carriera

### Club
Toindouba giocò nel Sahel, per passare poi in prestito al Cotonsport Garoua. Dopo essere tornato al Sahel, si trasferì a titolo definitivo all'Al-Ahly, in Libia. Nel 2010 firmò per l'Espérance.
Il 1º novembre 2011 fu ufficializzato il suo passaggio ai norvegesi del Lillestrøm, a partire dal 1º gennaio 2012. Il 25 gennaio 2013, si accordò con i turchi dell'Adana Demirspor.